# Megperzselt szívek
A Megperzselt szívek (Les coeurs brulés) egy 1992-es francia televíziós sorozat, amely nyolc epizódból áll, epizódonként 90 perc. Rendezője: Jean Sagols a forgatókönyvet Jean-Pierre Jaubert és Jean-Charles Dudrumet írta. Az első epizódot 1992. július 3-án vetítette a TF1.

## Történet
A huszonöt éves Isa Mercier pénztárosként dolgozik egy szupermarketben. Élettársa, Sylvain agresszív, erőszakos és néha prostitúcióra kényszeríti a lányt. Isa jobb életről álmodik, ezért szobalánynak szegődik a La Réserve-be, a Francia Riviéra egyik legszebb szállodájába, amely a Leroy család tulajdona. A szálloda vezetője, Marc, és fia, Christian mindketten beleszeretnek Isába, de a lány Marcot választja. Amikor a nászút során Marc lezuhan egy szikláról, teljesen megbénul, majd rejtélyes körülmények között a korházban meghal. Hélène, aki megszállottan gyűlöli vetélytársát, gonosz terveket sző, hogy bosszút álljon Isán. A nyomozás során fény derül egy súlyos családi titokra is: Isa gyermekének édesapja ugyanis a nagybátyja, aki kamaszkorában megerőszakolta őt. De vajon van-e kiút ebből a kilátástalan helyzetből?

## Szereposztás
| Szerepnév               | Színész(nő)         | Magyar Hang          |
| ----------------------- | ------------------- | -------------------- |
| Hélène Charrière        | Mireille Darc       | Tóth Enikő           |
| Marc Leroy              | Pierre Vaneck       | Papp János           |
| Isa Mercier             | Amélie Pick         | Zakariás Éva         |
| Christian Leroy         | Pierre Cosso        | Selmeczi Roland      |
| Patricia Leroy          | Josy Bernard        | Hámori Eszter        |
| Arnaud Charrière        | Michel Duchaussoy   | Gruber Hugó          |
| Geneviève Mercier       | Danièle Evenou      | Zsurzs Kati          |
| Tanguy Mercier          | Rémy Roggero        | Molnár Levente       |
| Marcel Mercier          | Jacques Serres      | Kránitz Lajos        |
| Jean-Philippe Vernier   | Alain Doutey        | Szokolay Ottó        |
| Audrey Bertyl           | Patrice-Flora Praxo | Györgyi Anna         |
| Julia Bertyl            | Magali Noel         | Andresz Kati         |
| Sylvain Roquière        | Frédéric Deban      | Boros Zoltán         |
| Stéphane Romanski       | Michel Robbe        | Szabó Sipos Barnabás |
| Marie-Thérèse Fromentin | Dora Doll           | Szabó Éva            |

## Epizódok
1. La Blessure
2. Le Court-circuit
3. L'Ambition
4. La Cassure
5. Lutte d'intérêts
6. Quitte ou double
7. Anges et démons
8. L'Amour triomphant